# Jessica Blaszka
Jessica Blaszka (Heerlen, 5 agosto 1992) è una lottatrice olandese, specializzata nella lotta libera.

## Palmarès
- Mondiali

Las Vegas 2015: bronzo nei 53 kg.
- Europei

Bucarest 2019: bronzo nei 53 kg.
Roma 2020: argento nei 53 kg.